# Мухаммед аль-Ашмар
Мухаммед аль-Ашмар (араб. محمد الأشمر‎; 1880—1960) — сирийский шейх, общественный деятель Сирийской части Объединенной Арабской Республики, председатель Национального комитета сторонников мира в Сирии. Лауреат Международной Сталинской премии «За укрепление мира между народами» (1955).
Посетил Москву в 1953 году (есть фото). Был командиром сирийских повстанцев во время Национально-освободительного восстания в Сирии и арабского восстания 1936—1939 годов в Палестине, а также видным коммунистическим деятелем в Сирии после обретения независимости.

## Ранние годы и карьера
Аль-Ашмар родился в квартале Аль-Мидан в Дамаске в 1892 году во времена Османской империи. В годы Первой мировой войны служил в армии Османской империи. Большую часть своей ранней жизни он провел, изучая исламское богословие. Франция получила контроль над Сирией в 1918 году, установив мандат над страной в 1920 году. К тому времени Аль-Ашмар стал видным мусульманским шейхом в Аль-Мидане. Аль-Ашмар собрал около 40-50 своих людей из аль-Мидане, чтобы сформировать часть гражданских добровольческих отрядов, поддерживающих сирийские войска против вторгшейся французской армии в сражении в ущелье Майсалун 24 июля. По словам сирийского историка Сами Мубайеда, Аль-Ашмар присоединился к ополчению Ибрахиму Ханану, базирующемуся в районе Алеппо.
Аль-Ашмар был арестован в 1922 году за участие в общенациональных восстаниях и сослан в южный регион Гауран (Hauran). Ему удалось вернуться в северную Сирию, чтобы принять участие в антифранцузских действиях в сирийских прибрежных горах. Он был сослан в Амман в Трансиордании в 1923 году.

## Роль в Национально-освободительном восстание в Сирии
Аль-Ашмар играл ведущую роль в качестве полководца во время Национально-освободительном восстание в Сирии против французского владычества между 1925 и 1927 годами. Он также был одним из первых посредников между главным лидером восстания, султаном Пашей аль-Атрашем, и знатью Дамаска. Он входил в состав первой дамасской делегации Аль-Атраша, которая базировалась в регионе Гауране, вместе с Насибом аль-Бакри и Яхья аль-Хаяти. Аль-Ашмар и Аль-Атраш были сторонниками хашемитов, которые возглавили арабское восстание в 1916 году, правили Сирией до 1918 года и были номинальными лидерами Трансиордании и Ирака во время восстания 1925 года. Аль-Атраш назначил Аль-Ашмара полевым командиром восстания.
17 октября 1925 года Аль-Ашмар вместе с командующим Хасаном аль-Харратом возглавил наступление повстанцев против французских вооруженных сил в Дамаске. Его войска подожгли правительственные здания и захватили дворец Азем (Azm Palace), где проживал французский верховный комиссар Морис Саррей, хотя он и не присутствовал во время штурма, в результате которого погибли 180 французских военнослужащих. Впоследствии Саррей приказал провести массированную бомбардировку города с воздуха, в результате чего погибло 1500 человек. Позднее в том же году аль-Ашмар отправился в изгнание в Трансиорданию, чтобы избежать ареста по обвинению в убийстве пяти французских офицеров. Когда французское правительство потребовало, чтобы британские власти в Трансиордании арестовали Аль-Ашмара, британцы отказались, сославшись на его статус политического беженца. В 1932 году он вернулся в Сирию после всеобщей амнистии.

## Роль в Арабском восстании
В августе 1936 года Аль-Ашмар стал заместителем Фавзи Аль-Кавукджи в арабском добровольческом отряде, который прибыл в Северную Палестину, чтобы помочь местным крестьянским повстанцам в восстании палестинских арабов против британского правления. С августа по октябрь 1936 года он командовал сирийским батальоном арабских добровольцев. Он вернулся в Сирию в конце 1936 года после заключения перемирия. Его чествовали жители Дамаска, когда он прибыл в город. Британцы просили французов арестовать Аль-Ашмара за его роль в восстании, но они отказались, заявив, что арест такого популярного общественного деятеля, как Аль-Ашмар, спровоцирует беспорядки в Сирии.
Военные действия возобновились в конце 1937 года после того, как палестинские арабы выступили против рекомендаций Комиссии Пиля, которая призывала к разделу Палестины на еврейское и арабское государства. Недавно созданный в Дамаске Центральный Комитет национального джихада в Палестине изгнанных палестинских деятелей под руководством Амина аль-Хусейни попросил, чтобы Аль-Ашмар вместе с Аль-Кавукджи возглавил повстанческие силы в Палестине в ноябре 1937 года, но эта попытка не увенчалась успехом.

## Политика в Сирии
По возвращении в Сирию Аль-Ашмар агитировал за создание государства, управляемого исламским правом и свободного от западного влияния. Он стал решительным сторонником лидера Национального блока Абдуррахмана Шахбендера. Он поддержал Шукри аль-Куватли на президентских выборах 1943 года из-за обещания последнего предоставить мусульманским активистским организациям большую политическую свободу в обмен на помощь Аль-Ашмара в получении голосов в квартале аль-Мидан. Куватли победил на выборах, но отказался от своих обещаний, данных группам мусульманских активистов, что вызвало гнев Аль-Ашмара и консервативных активистов по всей стране. Они сформировали движения, направленные на отстранение Куватли от власти и противодействие его социальному либерализму, в частности, его разрешению открывать в стране кинотеатры и кабаре.
Аль-Ашмар стал популярной фигурой в Сирии благодаря его участию в сирийских и палестинских антиколониальных восстаниях. 19 мая 1944 года он обратился к толпе из сотен консервативных сирийских мусульман в мечети Танкиз на площади Марджех в Дамаске, решительно осудив растущее число обнаженных женщин, кино и проведение благотворительного банкета во французском Офицерском клубе, спонсируемом Франко-христианским обществом «Капля молока» и женой тогдашнего министра образования Насухи аль-Бухари. Эта речь вдохновила толпу на демонстрацию против банкета, которая переросла в беспорядки. Столкновения между демонстрантами и полицией привели к гибели двух демонстрантов, в том числе 12-летнего мальчика, в квартале Ас-Салихия. Аль-Ашмар был арестован и на следующий день отправлен в Тадморскую тюрьму в пустынном городе Пальмира. Впоследствии протесты распространились на другие части Дамаска, а также на Алеппо и Хомс, участники которых призывали освободить Аль-Ашмара. Из-за шумихи президент Куватли освободил Аль-Ашмара через несколько дней. В декабре 1944 года несколько месяцев спустя Аль-Ашмар решительно осудил участие администрации Куватли в конференции по избирательному праву женщин в Каире, Египет.
После обретения Сирией независимости в 1946 году Аль-Ашмар стал сторонником Сирийской коммунистической партии. Его поддержка была важным фактором в успешной деятельности партии в аль-Мидане во время парламентских выборов 1954 года. Он возглавлял коммунистическую организацию «Сирийские сторонники мира» и был членом Всемирного совета мира. В марте 1956 году Аль-Ашмар был удостоен Международной Сталинской премии «За укрепление мира между народами». Примерно в это же время он ушёл из политики и умер в Дамаске в 1960 году.